# Fanja Baron
Fanja Anisimovna Baron (ryska: Фаня Анисимовна Барон), född Greck 1887 i Vilna, Kejsardömet Ryssland, död 29 september 1921 i Moskva, Sovjetunionen, var en rysk anarkistisk revolutionär som bodde i Amerika från 1911 till 1917 då hon återvände till sitt hemland för att bygga upp det efterrevolutionära samhället. År 1921 avrättades hon av tjekan.
Emma Goldman skriver i boken ”My further Disillusionment in Russia”:
"Fanja Baron var den sorts ryska kvinna som helt vigt sig för mänsklighetens sak. Även i Amerika tillbringade hon all sin fritid och en ansenlig del av sin magra lön i en fabrik för ytterligare anarkistisk propaganda. Flera år efteråt när jag träffade henne i Charkov hade hennes iver och hängivenhet blivit förstärkt av den förföljelse hon och hennes kamrater hade uthärdat efter återkomsten till Ryssland. Hon hade ett obegränsat mod och en generös anda. Hon kunde utföra den svåraste uppgiften och beröva sig den sista biten bröd med fullkomlig osjälviskhet. Under kärva resevillkor åkte Fanja fram och tillbaka genom Ukraina för att sprida tidningen Nabat, organisera arbetarna och bönderna, eller ge hjälp och bistånd till hennes fängslade kamrater. Hon var ett av offren för Butyrkafängelset, där hon blev avdragen håret och illa slagen. Efter sin flykt från Rjazan-fängelset vandrade hon till fots till Moskva, dit hon kom utfattig och i trasor. Det var hennes desperata tillstånd som drev henne att söka skydd hos sin svåger, vid vars hus hon upptäcktes av tjekan. Denna varmhjärtade kvinna, som hade tjänat den sociala revolutionen i hela sitt liv, dödades av människor som låtsades vara revolutionens förtrupp. Inte nöjda med brottet att döda Fajya Baron, satte sovjetregeringen också stigmat av banditism på minnet av sina döda offer".